# 이해상반행위
이해상반행위(利害相反行爲)란 행위의 객관적 성질상 친권자와 그 자 사이 또는 친권에 복종하는 수인의 자 사이에 이해의 대립이 생길 우려가 있는 행위를 가리키는 것으로 친권자의 의도나 그 행위의 결과 실제로 이해의 대립이 생겼는가의 여부는 묻지 아니한다는 것이 판례이다. 대한민국 민법 제920조에 의하면 미성년자의 재산에 대한 법률행위는 법정대리인이 대리해야 하며 법정대리인의 권한 남용을 막기 위해 민법 제921조에서는 친권자의 이해상반행위를 금지하고 있다.

## 행위의 종류
계약, 단독행위, 신분행위에 관하여 이해상반행위가 될 수 있고 이해상반되는 행위에 대하여 동의를 주는 경우에도 적용된다.

## 판단기준
이해상반행위는 행위의 객관적 성질상 친권자와 그 자(子) 사이 또는 친권에 복종하는 수인의 자(子) 사이에 이해의 대립이 생길 우려가 있는 행위를 가리키는 것으로서, 친권자의 의도나 그 행위의 결과 실제로 이해의 대립이 생겼는지의 여부는 묻지 않는다(형식적 판단설).

## 사례
- 피상속인의 처가 미성년인 자와 동순위의 공동상속인이 된 경우 친권자로서 미성년인 자를 대리하여 상속재산분할 협의를 하는 행위
- 친권자가 자의 생활비 등을 마련하기 위하여 금원을 차용한 후 그 담보로 자신과 미성년자가 공동 소유하는 부동산에 관하여 자신의 지분에 대해서는 공동소유자로서 자의 지분에 대해서는 법정대리인으로서 각각 근저당권을 설정하는 행위
- 친권자가 미성년자인 그 차남 소유의 부동산을 성년자인 그 장남에게 증여한 사안에 있어서, 차남은 수개월이 지나면 성년이 될 나이에 있었고, 그가 위 증여를 강력히 반대하였으며, 위 증여도 차남을 위한 것이 아니라 장남만을 위한 것으로서 위 증여로 차남은 아무런 대가도 지급받지 못한 경우[3]

## 판례
- 친권자의 친권에 복종하지 아니하는 자녀와 친권에 복종하는 미성년인 자녀 사이에 이해상반이 되는 경우가 있다하더라도 이를 이해상반행위로 보지 않는다.[4]
- 공동상속재산분할협의는 그 행위의 객관적 성질상 상속인 상호간의 이해의 대립이 생길 우려가 있는 행위이다. 적모와 미성년자인 수인의 자 사시에 상속재산분할협의를 하게 되는 경우에는 미성년자 각자마다 특별대리인을 선임하여 그 각 특별대리인이 각 미성년자를 대리하여 상속재산분할의 협의를 하여야 하고, 만약 특별대리인 1인이 수인의 미성년자를 대리하여 상속재산분할협의를 하였다면 이는 민법 제921조에 위반된 것으로서 이러한 대리행위에 의하여 성립된 상속재산분할협의는 피대리자의 전원에 의한 추인이 없는 한 무효이다.[5]
- 미성년자의 친권자인 모가 자기 오빠의 제3자에 대한 채무의 담보로 미성년자 소유의 부동산에 근저당권을 설정하는 행위가 채무자를 위한 것으로서 미성년자에게는 불이익을 주는 것이라고 하더라도, 민법 제921조 제1항에 규정된 "법정대리인인 친권자와 그 자 사이에 이해상반된 행위"라고 볼 수 없다.[6]
- 법정대리인인 친권자가 부동산을 매수하여 이를 그 자에게 증여하는 행위는 미성년자인 자에게 이익만을 주는 행위이므로 친권자와 자 사이의 이해상반행위에 속하지 아니하고, 또 자기계약이지만 유효하다.[7]
- 주식회사의 대표이사가 그의 개인적인 용도에 사용할 목적으로 회사명의의 수표를 발행하거나 타인이 발행한 약속어음에 회사명의의 배서를 해주어 회사가 그 지급책임을 부담 이행하여 손해를 입은 경우에는 당해 주식회사는 대표이사의 위와 같은 행위가 상법 제398조 소정의 이사와 회사간의 이해상반하는 거래행위에 해당한다 하여 이사회의 승인여부에 불구하고 같은 법 제399조 소정의 손해배상청구권을 행사할 수 있음은 물론이고 대표권의 남용에 따른 불법행위를 이유로 한 손해배상청구권도 행사할 수 있는 것이다.[8]

## 참고 문헌
- 법원도서관과 함께하는 이경기 기자의 생활판례 112 친권자 이해상반행위- 미성년자 자녀가 받은 상속재산 엄마가 본인명의로 … 증여? 무효? 내일신문 2013-04-26

## 같이 보기
- 특별대리인
- 대리권남용
- 대한민국 민법 제921조 친권자와 자의 이해상반행위